# Eneryda
Eneryda är en tätort i Älmhults kommun i Kronobergs län, belägen 2,5 mil norr om Älmhult och 4,5 mil söder om Växjö.
Strax utanför samhället låg längs riksväg 23 den numera avvecklade Eneryda flygbas.

## Befolkningsutveckling
| Befolkningsutvecklingen i Eneryda 1960–2020 | Befolkningsutvecklingen i Eneryda 1960–2020 | Befolkningsutvecklingen i Eneryda 1960–2020 | Befolkningsutvecklingen i Eneryda 1960–2020 | Befolkningsutvecklingen i Eneryda 1960–2020 |
| ------------------------------------------- | ------------------------------------------- | ------------------------------------------- | ------------------------------------------- | ------------------------------------------- |
|                                             |                                             |                                             |                                             |                                             |
| År                                          |                                             |                                             | Folkmängd                                   | Areal (ha)                                  |
| 1960                                        | 1960                                        |                                             | 250                                         |                                             |
| 1965                                        | 1965                                        |                                             | 337                                         |                                             |
| 1970                                        | 1970                                        |                                             | 459                                         |                                             |
| 1975                                        | 1975                                        |                                             | 489                                         |                                             |
| 1980                                        | 1980                                        |                                             | 516                                         |                                             |
| 1990                                        | 1990                                        |                                             | 448                                         | 69                                          |
| 1995                                        | 1995                                        |                                             | 426                                         | 71                                          |
| 2000                                        | 2000                                        |                                             | 373                                         | 71                                          |
| 2005                                        | 2005                                        |                                             | 355                                         | 72                                          |
| 2010                                        | 2010                                        |                                             | 338                                         | 73                                          |
| 2015                                        | 2015                                        |                                             | 337                                         | 64                                          |
| 2020                                        | 2020                                        |                                             | 330                                         | 68                                          |
|                                             |                                             |                                             |                                             |                                             |